# Nabagha Kabira
Nabagha Kabira (arab. نبغة كبيرة) – wieś w Syrii, w muhafazie Aleppo, w dystrykcie Dżarabulus. W 2004 roku liczyła 99 mieszkańców.